# (14217) Oaxaca
(14217) Oaxaca (1999 VV19) – planetoida z pasa głównego asteroid okrążająca Słońce w ciągu 3,75 lat w średniej odległości 2,41 j.a. Odkryta 10 listopada 1999 roku.